# La bomba comica
La bomba comica è un film di montaggio in bianco e nero del 1958 dedicato al produttore cinematografico degli anni venti Mack Sennett.
Il cast comprende la maggior parte degli attori comici di quel tempo: da Stan Laurel a Charlie Chaplin, da Oliver Hardy a Harold Lloyd.

## Trama
Il film è costituito da una serie di comiche degli anni venti montate insieme, ciononostante ha un filo logico.
Stanlio (Laurel) è un giornalista inglese che viene mandato in America dai suoi superiori per effettuare un'importante intervista, ma un detective (Finlayson) che lo crede una spia si mette sulle sue tracce. Da mostre di moda a teatri di posa hollywoodiani Stanlio finisce, sempre inseguito dal detective Finlayson, ad un ricevimento del grande Harold Lloyd, il quale racconta le sue avventure nel mondo del cinema.
In seguito il giornalista scozzese si rifugia in un ufficio postale e riesce ad eludere Finlayson nascondendosi in sacco, e alla fine si ritrova in uno sperduto paese dove molti vi vengono a cercare l'oro. Quando Finlayson scopre che in realtà la spia intercettata era una donna (che nel frattempo era morta) Stan s'infuria e tra i due inizia una lotta nel saloon che terminerà con la sconfitta di entrambi, ormai stremati, che poi vengono portati via da un carro dell'immondizia.

## I ruoli di Charlot e Harold Lloyd

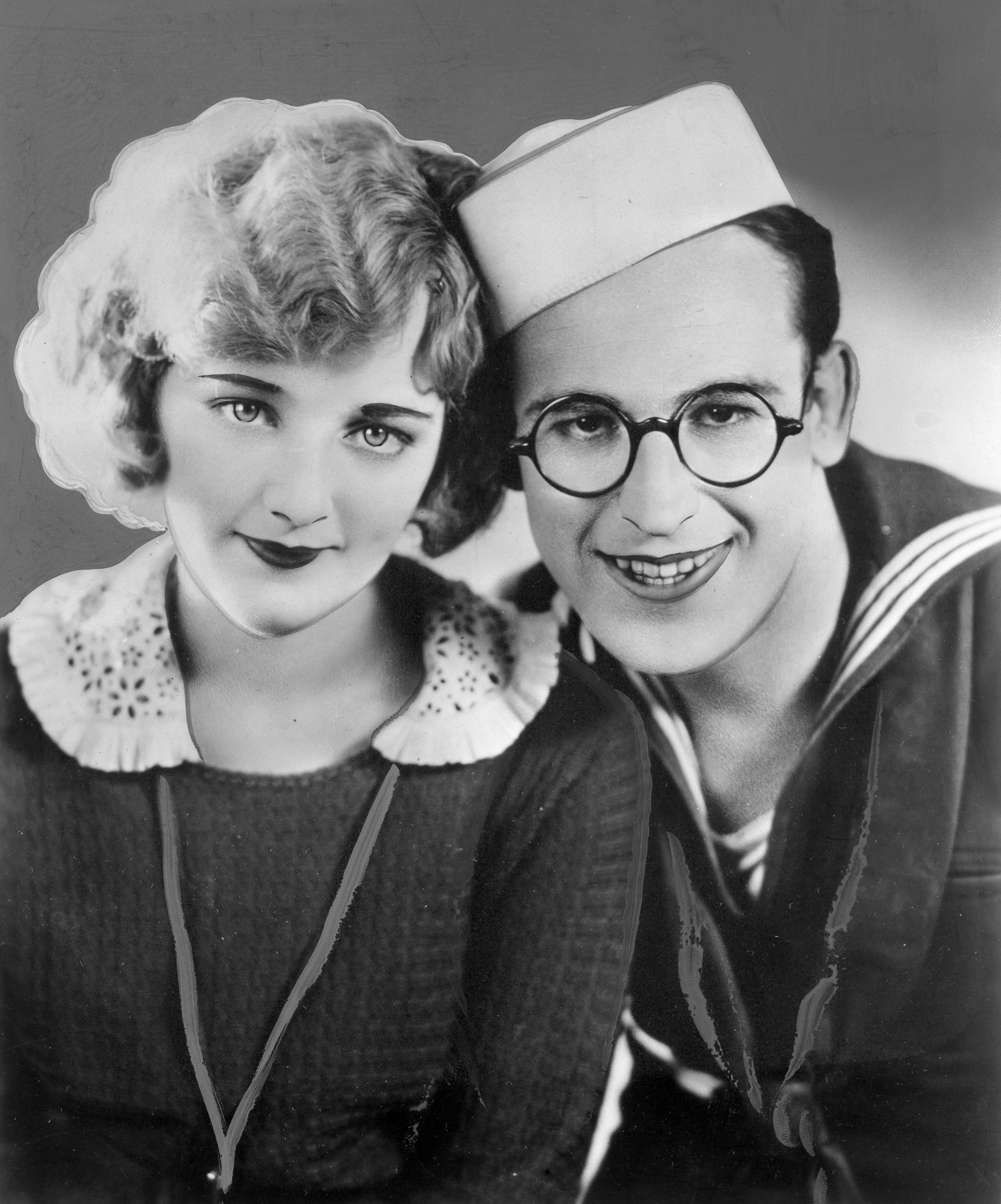
Harold Lloyd e Mildred Davis nel film Lupo di mare (1921)

I comici Charlie Chaplin e Harold Lloyd nell'antologia appaiono solo in Charlot in cerca di lavoro e in Lupo di mare. Nella prima comica Chaplin allias Charlot viene chiamato da una giovane coppia di sposi per un servizio. Infatti i due sono stati costretti dai parenti a tenere d'occhio uno zio piagnucolone e assai infantile dato che si è rotto una gamba ed ora è costretto alla sedia a rotelle. Dato che la coppia di freschi sposi vorrebbe un po' di tempo per stare sola, affida l'invalido al vagabondo Charlot con il compito di tenerlo a bada per un po' tuttavia il bambinone si rivela un vero strazio e Charlot ad un certo punto si ritrova a scegliere tra lui e una bella ragazza che chiede aiuto. Il vagabondo opterà per la seconda occasione.
In una serata di gala l'intrepido Harold, giovane tutto cerimonie, viso da ragazzo per bene nascosto dietro due occhialoni da intellettuale, viene invitato a raccontare l'ultima delle sue avventure dagli invitati. Infatti Harold ne ha passate di tutte, ma l'ultima la vuole narrare. Egli prima di diventare ricco era solo un misero marinaio sceso a terra per una sosta. Lì nota che un gruppo di brutti ceffi stanno recando violenza ad una ragazza e così egli interviene subito. Tuttavia successivamente egli stesso viene catturato assieme alla fanciulla dalla banda di straccioni che ricorda molto Alì Babà e i quaranta ladroni delle Mille e una notte. Fortunatamente Harold riesce a liberarsi e a raggiungere la ragazza, facendo precipitare tutti i malviventi in una piscina e poi facendoli arrestare dalla polizia.

## The Soilers, la comica finale

Ritratto di Charlot

Quasi tutto il cortometraggio The Soilers del 1923 è il finale dell'antologia. Il corto, doppiato da Locchi e Pandoli con dialoghi differenti dagli originali, ha una storia totalmente diversa.
Una polverosa città dell'Ovest attira molti cercatori per le numerose pepite d'oro che contiene nel fiume. Bob Canister (Laurel) è uno di questi. Ma un suo rivale, Smacknamara (Finlayson), lo costringe a sloggiare e intanto corteggia segretamente la sua ragazza (Gregory). Più tardi Canister entra in saloon per un drink e vede Smacknamara. Tra i due inizia una furibonda lite. Il destino li porta in una stanza del saloon affittata da un omosessuale che guarda divertito la scena. Alla fine Canister ha il sopravvento su Smacknamara ed esce fuori per prendere un po' d'aria, quando l'omosessuale lo stuzzica dalla finestra del piano superiore con frasi sdolcinate. Canister non ci fa caso, allora l'uomo gli getta in testa un vaso di fiori, facendolo svenire. Proprio in quel momento passa un carro dell'immondizia che vedendolo carica Canister su di sé portandoselo via.

## Le comiche in cui sono presenti Stan Laurel e James Finlayson
- The Soilers (1923): Stanlio affronta il detective Jimmie Finlayson nel saloon dell'Alaska
- A Man About Town (1923): Stanlio viene inseguito dal detective Finlayson, che lo pedina in vari luoghi della città
- Mud and Sand (1923): Stanlio e Finlayson dal fotografo
- The Home Wrecker (1924): Stanlio e Finlayson litigano dentro un edificio in costruzione
- Postage Due (1924): Finlayson insegue Stanlio nell'ufficio postale
- Kill or Cure (1923): Stanlio cerca di vendere alcolici durante il proibizionismo